# メモリー・キーパーの娘
『メモリー・キーパーの娘』（原題：The memory keeper's daughter）は、アメリカ合衆国の作家キム・エドワーズが2005年に発表した小説およびそれを原作としたテレビ映画。
この小説はニューヨーク・タイムズのベストセラー・リスト入りを果たし  、2008年イギリスの出版賞であるセインズブリ―・ポピュラー・フィクション賞を受賞した 。
日本では2008年に日本放送出版協会から出版され、宮崎真紀によって訳された。 

## あらすじ
医師のデイヴィッドは、妻ノラとの間に男女の双子をもうけるが、娘のほうがダウン症だと知る。
過去に妹を亡くし悲観に暮れ続けてきた母を見てきた彼は、妻に「娘のは死産だった」と嘘をつく。
しかし、娘を施設に送る依頼を引き受けた看護師・キャロラインがその娘・フィービーを自分の子として育て上げた。

## テレビ映画
このテレビ映画は2008年4月12日にアメリカ合衆国のテレビ局・ライフタイムで放送された。

### 受賞・ノミネート
- ノミネート：エミー賞 作品賞(テレビ映画部門)

### キャスト
| 役名                   | 俳優                             | 日本語吹替     |
| ---------------------- | -------------------------------- | -------------- |
| デイヴィッド・ヘンリー | ダーモット・マローニー           | 津田英三       |
| キャロライン・ギル     | エミリー・ワトソン               | 野沢由香里     |
| ノラ                   | グレッチェン・モル               | 坪井木の実     |
| アル                   | ヒュー・トンプソン               | てらそままさき |
| フィービー             | クリスタル・ホープ・ノースボーム | 藤田瑞希       |
| ポール(少年時代)       | オーウェン・パッティソン         | 久保田恵       |
| ポール(青年時代)       | ジェイミー・スピルチャック       | 加瀬康之       |
|                        | エマ・コルバート                 |                |

- その他の声の吹き替え：高桑満／下田レイ／高橋里枝／片貝薫／清水みか／かぬか光明／永田昌康／高橋圭一／西健亮／亀岡真美

### 備考
フィービー役のクリスタル・ホープ・ノースボーム は実際にダウン症を抱えている。